# Elecciones municipales de 2019 en Torres de la Alameda
Las elecciones municipales de 2019 se celebraron en Torres de la Alameda el domingo 26 de mayo, de acuerdo con el Real Decreto de convocatoria de elecciones locales en España dispuesto el 1 de abril de 2019 y publicado en el Boletín Oficial del Estado el día 2 de abril. Se eligieron los 13 concejales del pleno del Torres de la Alameda, a través de un sistema proporcional (método d'Hondt), con listas cerradas y un umbral electoral del 5 %.

## Resultados
Tras las elecciones, el PSOE se proclamó ganador con 7 escaños, uno más que en la anterior legislatura, el PP obtuvo 4 escaños, uno más que en la anterior legislatura; Ciudadanos consiguió 1 escaño, uno menos que en la anterior legislatura y Vox irrumpió por primera vez en el consistorio con un escaño.
| Candidatura                      | Candidatura                              | Candidato                   | Votos | %                                       | Escaños                                 |
| -------------------------------- | ---------------------------------------- | --------------------------- | ----- | --------------------------------------- | --------------------------------------- |
|                                  | Partido Socialista Obrero Español (PSOE) | Carlos Saéz Gismero         | 1567  | 42,47                                   | 7                                       |
|                                  | Partido Popular (PP)                     | José Antonio Blanco Heras   | 1044  | 28,29                                   | 4                                       |
|                                  | Vox                                      | Raquel Moreno Barba         | 376   | 10,19                                   | 1                                       |
|                                  | Ciudadanos-Partido de la Ciudadanía      | María García Medina         | 270   | 7,32                                    | 1                                       |
| Somos Torres                     | Somos Torres                             | Rosa María Domínguez Romero | 202   | 5,47                                    | 0                                       |
| Contigo Somos Democracia (Somos) | Contigo Somos Democracia (Somos)         | Eduardo Pinilla Villalba    | 98    | 2,66                                    | 0                                       |
| Izquierda Unida (IU)             | Izquierda Unida (IU)                     | Rodrigo Rosado del Castillo | 84    | 2,28                                    | 0                                       |
| Votos en blanco                  | Votos en blanco                          | Votos en blanco             | 49    |                                         | n/a                                     |
| Votos válidos                    | Votos válidos                            | Votos válidos               | 3641  | 100,00                                  | 13                                      |
| Votos nulos                      | Votos nulos                              | Votos nulos                 | 65    | Participación: · \| \| 67,11 % \| 0,17% | Participación: · \| \| 67,11 % \| 0,17% |
| Votantes                         | Votantes                                 | Votantes                    | 3755  | Participación: · \| \| 67,11 % \| 0,17% | Participación: · \| \| 67,11 % \| 0,17% |
| Electores                        | Electores                                | Electores                   | 5595  | Participación: · \| \| 67,11 % \| 0,17% | Participación: · \| \| 67,11 % \| 0,17% |
|                                  | 67,11 %                                  |                             |       |                                         |                                         |

## Concejales electos
| N.º | Nombre                           | Lista | Lista |
| --- | -------------------------------- | ----- | ----- |
| 1   | Carlos Sáez Gismero              |       | PSOE  |
| 2   | José Antonio Blanco Heras        |       | PP    |
| 3   | Alba Montejano Catalán           |       | PSOE  |
| 4   | Eduardo Gil Bustos               |       | PSOE  |
| 5   | Sandra Rincón Lozano             |       | PP    |
| 6   | Ana Isabel de las Heras Martínez |       | PSOE  |
| 7   | Raquel Moreno Barba              |       | Vox   |
| 8   | Guillermo Puebla Terres          |       | PP    |
| 9   | Alfonso Ayuso Gallego            |       | PSOE  |
| 10  | María García Medina              |       | Cs    |
| 11  | Laura Arteaga Campuzano          |       | PSOE  |
| 12  | Daniel Torres Hernández          |       | PP    |
| 13  | Antonio Cercas Bravo             |       | PSOE  |

.